# Ayşe Hümaşah szultána
Ayşe Hümaşah szultána (Isztambul, 1541 – Isztambul, 1594) oszmán szultána, Mihrimah szultána és Rüsztem pasa lánya, I. Szulejmán oszmán szultán és Hürrem szultána unokája.

## Élete
1541-ben született Isztambulban Szulejmán szultán és Hürrem szultána unokájaként, egyetlen leányuk, Mihrimah szultána és a nagyvezír, Rüsztem pasa valószínűleg első gyermekeként és egyetlen lányaként. Később egy öccse született, Osman.
Első férje Semiz Ahmet pasa nagyvezír lett (1492 körül – 1580), aki a házasságkötéskor már közel járhatott a hetvenhez. A házasságból négy fia született: Abdurrahman, Mehmet, Şehit Mustafa és Osman. Ahmet pasa halála után másodszor is házasságot kötött, de második férjét, Nişancı Feridun Beyt már egy év múlva elvesztette. A szultána valószínűleg 1594-ben halt meg; fiával mekkai zarándoklatra ment, és nem sokkal visszatérése után üsküdari palotájában elhunyt. A Mihrimah szultána dzsámiban helyezték örök nyugalomra.
Egy feltételezés szerint egy harmadik férje is volt, Aziz Mahmud Hüdayi Efendi, akivel 1590-ben házasodott össze.

## Gyermekei
- Abdurrahman Bey: Cağalazade Sinan pasa lányát vette feleségül, fiuk Mehmet pasa.
- Mehmet Bey: Hersek szandzsákbégje volt Telli Hasan pasa boszniai kormányzósága idején. Az osztrákok elleni háború során, a sisaki csatában (1593) a Kupa folyóba fulladt.
- Şehit Mustafa pasa: Kilis szandzsákbégje volt. Ugyanabban a csatában fulladt a folyóba, amikor bátyja.
- Osman Bey: 1590-ben meghalt, a Mihrimah dzsámiban temették el.

## Galéria

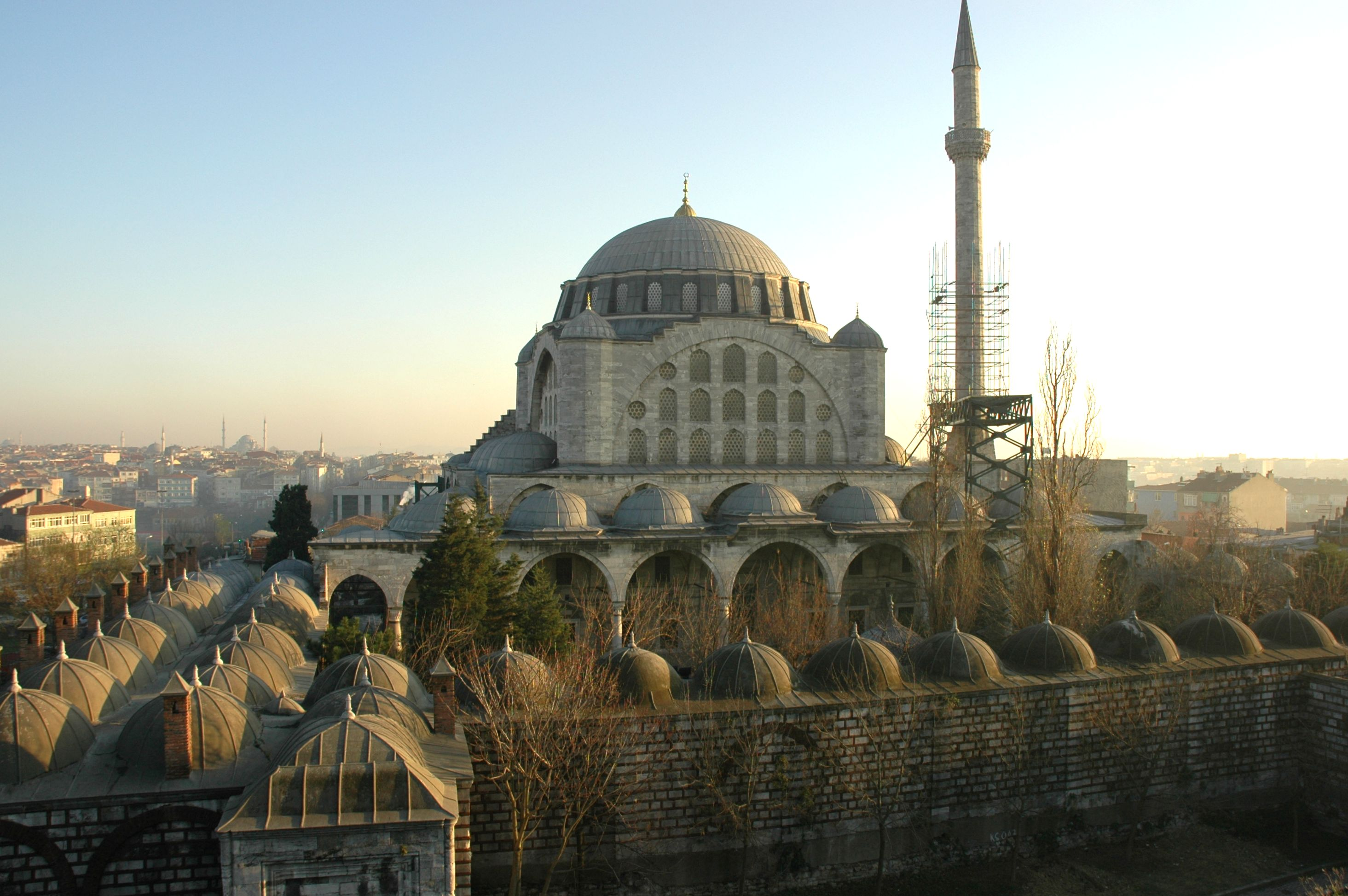
Az edirnekapii Mihrimah szultána dzsámi
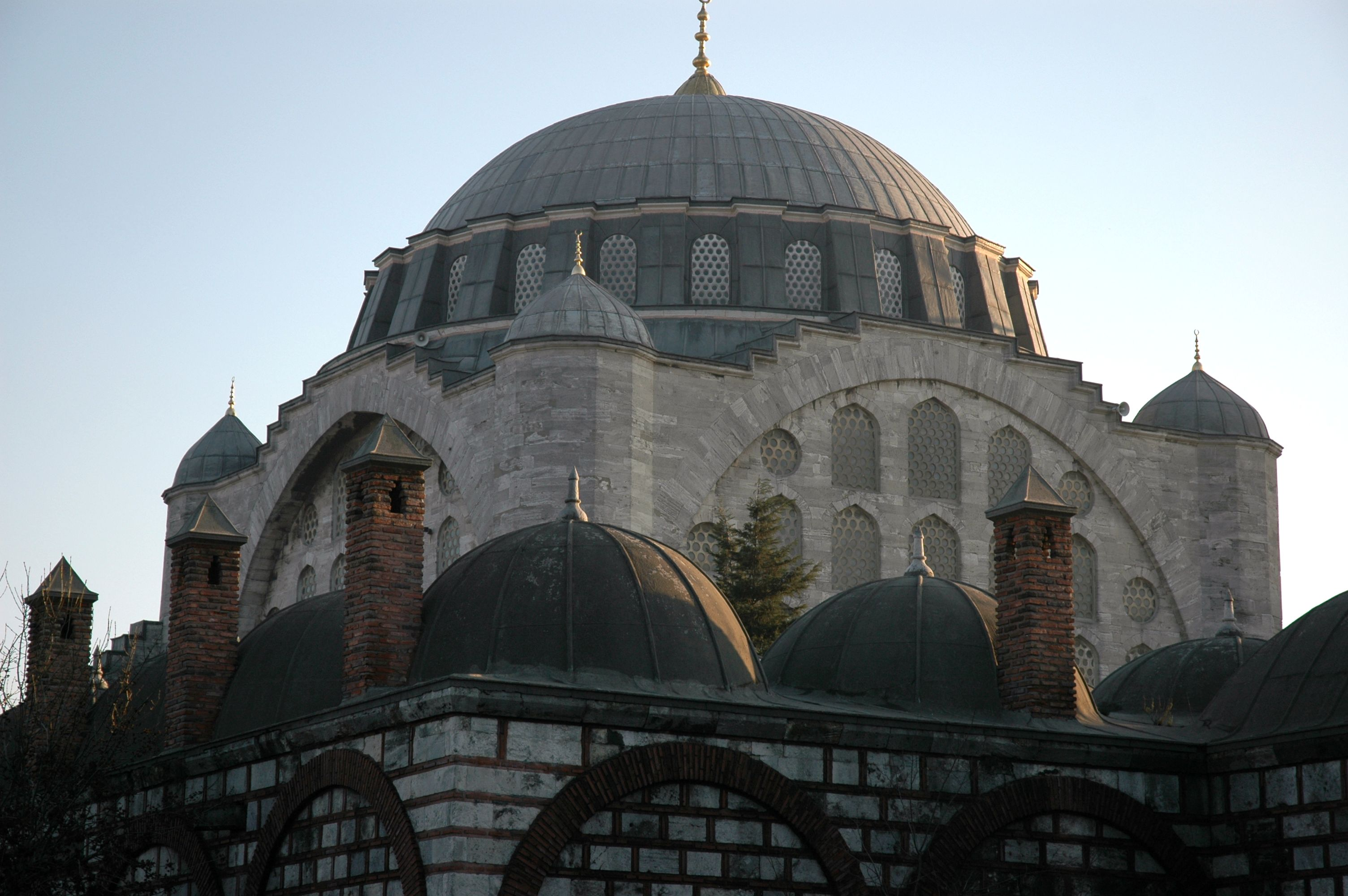
Az edirnekapii Mihrimah dzsámi más szemszögből
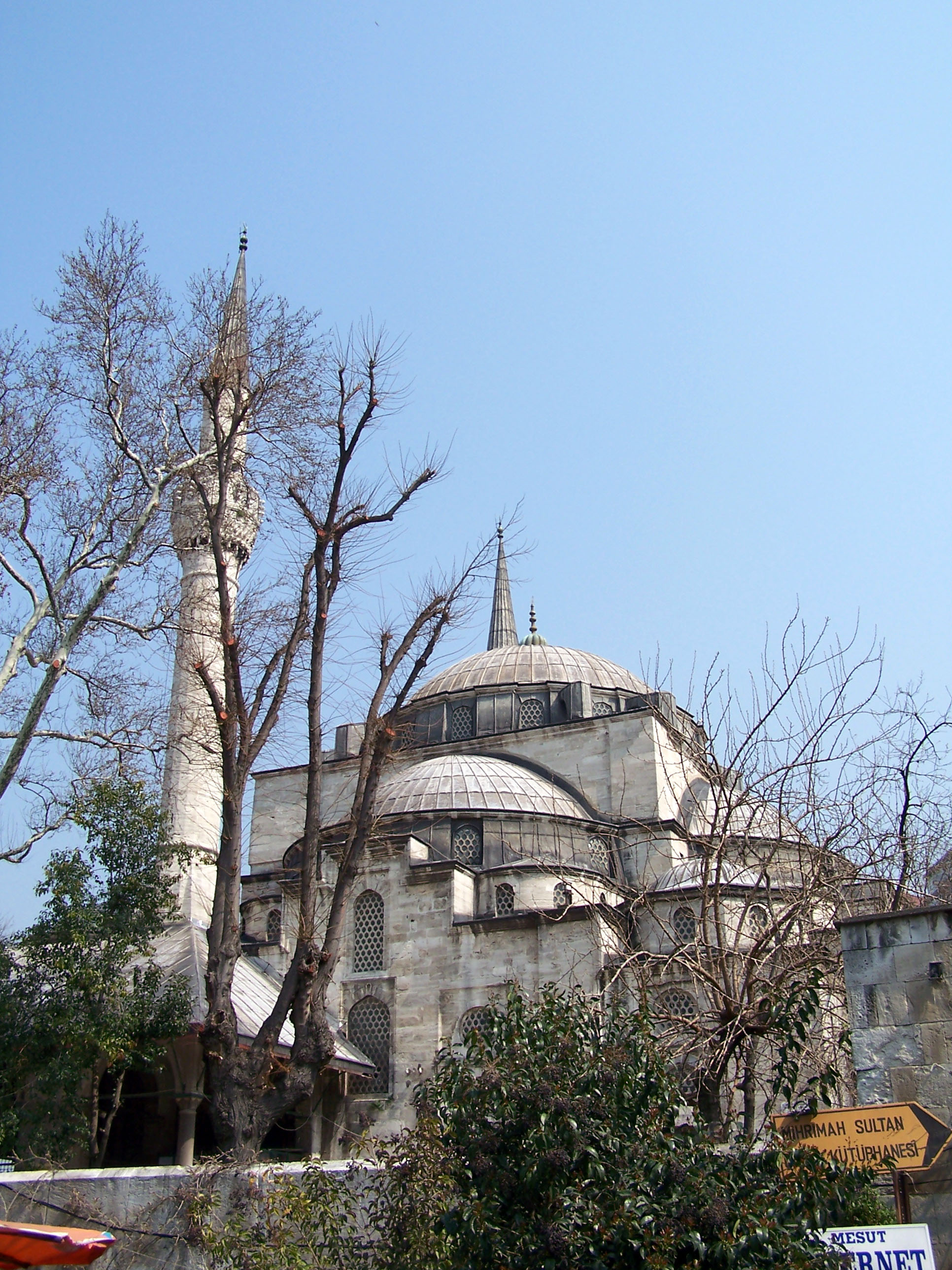
Az üsküdari Mihrimah külliye
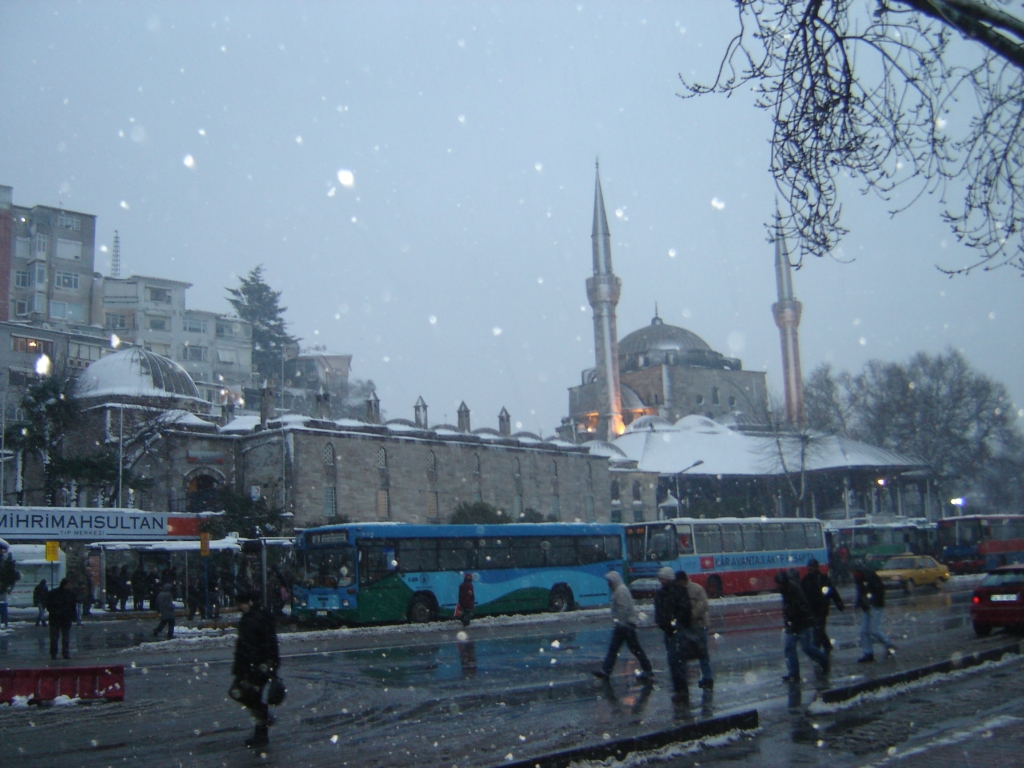
Másik nézőpontból